# Faza genitalna
Faza genitalna – faza rozwoju psychoseksualnego człowieka wg koncepcji Sigmunda Freuda, następująca po fazie latencji.
Źródłem energii (przyjemności – nieprzyjemności) jest płeć przeciwna. Doświadczanie fazy genitalnej, skutkuje kryzysem tożsamości płciowej z charakterystycznym dążeniem do niezależności w połączeniu z agresywnym lub wycofującym się zachowaniem.
Dojrzewająca osobowość jest m.in. bardziej altruistyczna i zainteresowana światem, choć w dalszym ciągu przejawia silne impulsy egocentryzmu. W fazie genitalnej doświadczenia z poprzednich faz rozwoju psychoseksualnego podlegają integracji. Nierozwiązane konflikty z poprzednich faz objawiają się sprzecznymi zachowaniami.
Podstawowym celem fazy genitalnej jest zamiana narcyzmu w miłość altruistyczną, a także powiązanie seksualności z reprodukcją.
Osobowość genitalną uosabia w życiu dorosłym:
1. egoista i reformator,
2. eremita (samotnik) i marzyciel,
3. nierozważny buntownik i empatyczny idealista.